# کارلوس مونتالبان
کارلوس مونتالبان (انگلیسی: Carlos Montalbán; ۵ ژوئن ۱۹۰۳ – ۲۸ مارس ۱۹۹۱) هنرپیشه اهل مکزیک بود. وی بین سال‌های ۱۹۳۲ تا ۱۹۷۱ میلادی فعالیت می‌کرد.
از فیلم‌ها یا برنامه‌های تلویزیونی که وی در آن نقش داشته است می‌توان به موزها اشاره کرد.